# B&T MP9戰術衝鋒槍
B&T MP9（英語：Brügger & Thomet MP9）是一系列由位於瑞士图恩的槍械（及其附件的）製造商布鲁加&托梅（簡稱：B&T或B+T）公司所設計及生產的冲锋枪（衝鋒手槍）。當中MP的英文全寫為，中文意為「衝鋒手槍」。MP9發射9×19毫米口徑手枪子彈。

## 歷史
2001年，經過美国911事件之後，布鲁加&托梅（B&T）透過市場調查分析全球各地的軍警特種部隊的需求，發現他們急需一款既能徒手射擊又能抵肩射擊，而且能夠用於隱蔽攜帶的小型消聲衝鋒槍。經過分析研究之後，B&T便迅速投入資源開發。
不過布魯加&托梅公司並沒有另起爐灶自行設計，而是就向奧地利的斯泰爾-曼利夏公司購買該公司已經研製成功，但只是少量投放市場的斯泰爾TMP戰術衝鋒槍一事進行磋商，並且連同全部專利權、商標權和在世界範圍的生產權一併收購下來。
布魯加&托梅公司再加上廣泛汲取來自警察和軍隊的許多使用者的經驗，並且參考大多數如今還在市場銷售的衝鋒槍的結構，在TMP的基礎上進行了全面的改進，得出的成果就是採用塑料機匣和槍管迴轉式閉鎖工作原理的MP9。

## 設計細節

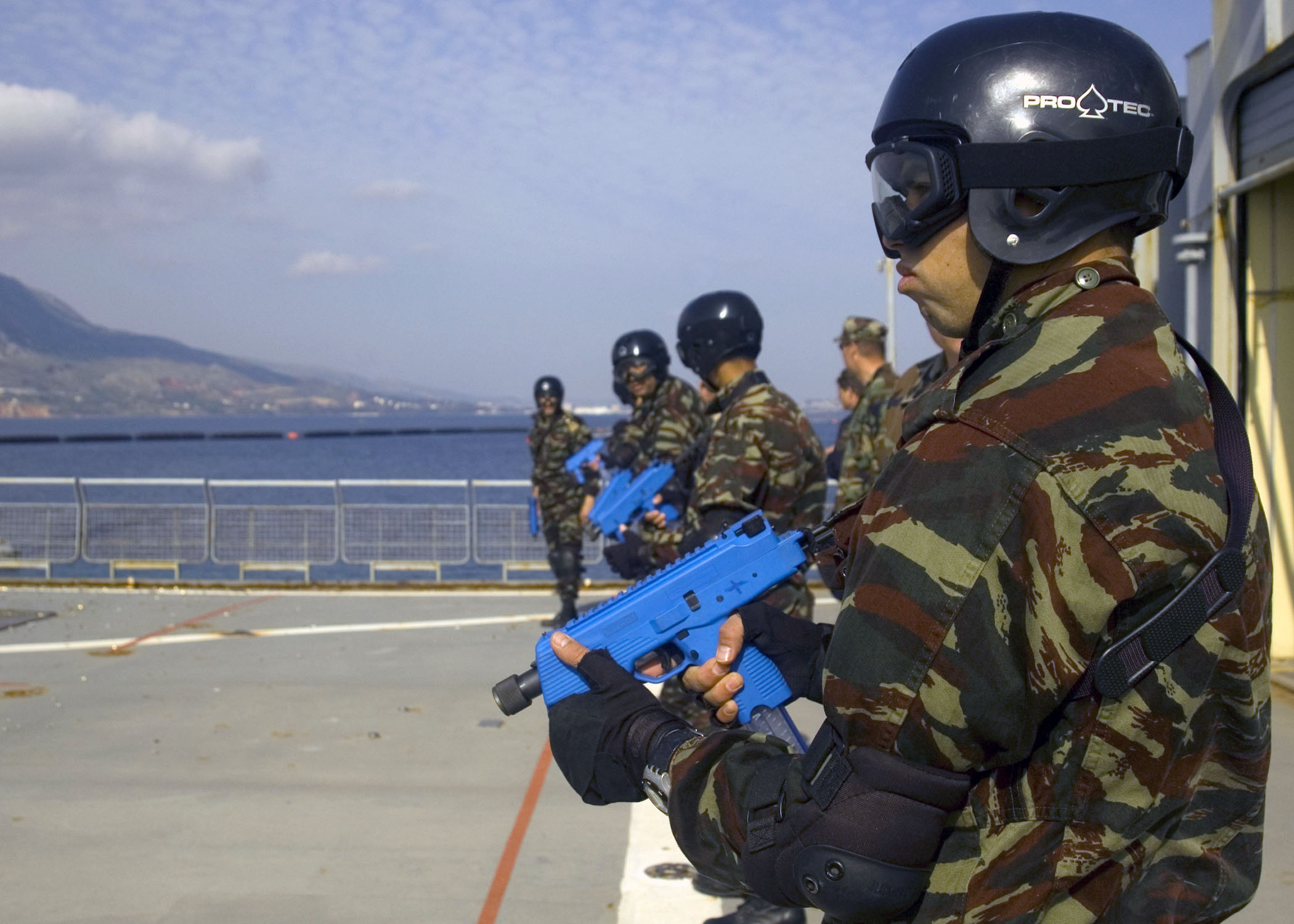
摩洛哥海軍陸戰隊輕武器實彈演習期間使用的B&T MP9-FX。

由B&T所生產的MP9戰術衝鋒槍是目前唯一一款為職業人士而設計的戰術型微型衝鋒槍。由於MP9是以原來的斯泰爾TMP的設計再經過改進而成的，因此B&T MP9亦裝有向前傾的前握把，而在連發時的穩定和準確度亦與TMP相若。
兩者之間的最大差異就是MP9裝有TMP所沒有的槍托（槍托褶疊時會褶疊到右側）、直接开模在機匣頂部用以安裝光学瞄准镜、紅點鏡／反射式瞄準鏡、全息瞄準鏡、棱鏡式瞄準鏡或夜視鏡等配件的MIL-STD-1913戰術導軌（機匣右側前端也可增加一段導軌用以安裝弹壳收集袋或戰術燈或雷射瞄準器）、扳機保險（使用槓桿原理，使得扳機不會在有人意圖扣下的情況外發射）和防掉落保險。
MP9全槍所有零部件渾然一體，即使裝上戰術配件，其線條仍然流暢。它採用了新型工程塑料製造，抗腐蚀性强，即使在海水中使用也不會生銹。與其他衝鋒槍不同，B&T MP9衝鋒槍還可裝入其專用槍套以便像手枪般收藏。為了方便穿著普通平民服裝的用戶以及在乘車等情況下攜行，可使用肩背式槍套攜帶該槍。一旦遇到緊急情況，使用者可迅速地出槍射擊。供重型車輛（如貨車）司機、飛機駕駛員或其他儀器設備操作人員使用時，MP9還透過在掛在胸前的槍套攜帶；為了滿足特種部隊的需要，廠商也提供了一種掛在大腿的槍套使MP9能夠像傳統手槍般掛在用戶的大腿旁。
MP9的設計充分考慮到人體工學，使用方式非常簡單，該槍品質好、精確度高，可以在緊急時單手使用，最初設想是作為個人防衛武器給非常規戰鬥人員例如軍官、炮兵、火車車組人員等使用。

### 結構特點
MP9是一種運用槍管短行程後座作用工作原理的武器，它採用了閉鎖式槍栓，槍管裡的閉鎖突起能突顯散熱作用，這有助減少發生膛內自燃的危險並提高了該槍射擊時的精度。
MP9採用槍管迴轉式閉鎖方式，使用過程中非常潔淨。試驗表明，該槍在發射6,000發子彈後都不必擦拭，也不會出現故障。MP9採用了由高強度聚合物製成的半透明彈匣，可以讓使用者隨時查看彈匣內的剩餘彈量，其彈匣容量分別有15發、20發、25發或30發，它們的重量分別為240克、300克、370克或440克。
與其他大多數武器系統不同，MP9的槍械、彈藥及抑制器都由同一家公司研製，在安裝其快速裝拆式消聲器並且配用亞音速彈藥時可使槍口噪音降至低於32分貝。B&T公司宣稱MP9適合使用世界上任何一種現有的9×19公釐帕拉貝倫口徑手枪子彈，該公司也研製了其亞音速彈藥和消声器，MP9使用這兩者射擊時可以非常有效地降低槍口焰和噪音，亦增加使用者在夜間或建築物內使用時的隱蔽性。

### 操作性能
MP9有鋒利棱角的鬼環式照門有助用戶在隱蔽攜槍時令槍枝不會被衣服掛住，其機匣頂部設有MIL-STD-1913戰術導軌，可以用以安裝光学瞄准镜、反射式瞄準鏡、棱鏡式瞄準鏡、夜視鏡或热成像仪等配件，另外還可加裝雷射瞄準器和戰術燈，其護木右側也可增加一段導軌供用戶安裝弹壳收集袋、戰術燈或雷射瞄準器等配件，另外還有一些雷射瞄準器可固定在空心的前握把上。
MP9的機械瞄具由鬼環式照門和柱狀準星組成，高低和方向可調，瞄準基線長度為190毫米（7.48英吋），槍口的三个凸榫可以加裝快速裝拆式抑制器或消焰器（並且在底部整合了MIL-STD-1913戰術導軌以安裝戰術燈或雷射瞄準器），折疊式槍托亦可選擇使用一般型「L」字形槍托和特種警察部隊人員在佩戴裝上面罩或防彈玻璃的頭盔時瞄準射擊使用的「凵」字形折彎槍托，機匣右側的拋殼口亦可以加裝一個彈殼收集袋。
在將彈匣插入彈匣插槽、拉動拉機柄把子彈上膛後，由於槍上並無設置手動保險機構，使用者不需要做其他射擊準備動作方可擊發。與格洛克手槍一樣，MP9的主要保險機構是扳機保險，它足以承受相當高的扳機扣力而使扳機不能擊發。對於這種扳機特性，一般使用者需要有個熟悉的過程。經常進行實彈練習的突擊隊員或警察則毫無問題，反而可以把它作為一種輔助保險機構。第二個保險機構是設置在機匣後部的跌落保險，直接作用於擊針。使用者只有扣動扳機的時候，跌落保險才解脫。
MP9可以半自動或全自動射擊，其快慢機位於握把的前部。將快慢機桿推向左邊並看到一個紅點，表示是半自動射擊位置；而推到右邊並看到三個紅點，則表示是全自動射擊位置。打空彈匣後，槍栓處於後方位置以實現無彈後定。全自動射擊時，射手發射數發子彈之後槍枝便自動穩定下來，有助準確命中目標。在緊急情況下，射手可以握持手槍的姿勢般單手握持MP9並作半自動或全自動射擊，但散佈會稍大，位於後部中間的槍背帶環使攜槍者背槍既舒適又安全，用戶可以將背帶掛在脖子上或者肩上，而槍口始終對準目標方向，緊急情況下使用者可以將槍背帶和槍枝一起在數秒鐘內從身上取下來，進入戰鬥狀態。
MP9的缺點是發射時火藥燃氣會在拋殼後和拉動拉機柄的過程中向槍後逸出，所以使用者需要配備防護眼鏡；而該衝鋒槍加裝消聲器後射擊的時候，會導致火藥殘渣在機匣內堆積起來，因而需要經常擦拭。

## 採用
MP9目前在部分國家的精銳部隊中使用，主要用戶都是警察、特種警察及特種部隊單位。

## 衍生型

### B&T TP9
DSArms（页面存档备份，存于）亦推出民用型的B&T TP9（英語：Brügger & Thomet TP9，TP的英文全寫為，中文意為「戰術手槍」），相等於斯泰爾TMP的半自動民用型：斯泰爾SPP（Special Purpose Pistol）。前握把被一段短MIL-STD-1913戰術導軌所取代。該槍有黑色、卡其色和綠色三種顏色可以選擇。另外還可以裝上固定槍托。

### B&T TP9SF
B&T TP9SF是B&T TP9的擊發調變式版本，也可說是B&T MP9以MIL-STD-1913戰術導軌取代前握把的版本。

### 6.5×25毫米CBJ-MS口徑型
布鲁加&托梅亦正研製MP9的6.5×25毫米CBJ-MS口徑型，用戶可通過槍管轉換零件將口徑轉換為6.5毫米。

### B&T MP45
在2011年，B&T推出了.45 ACP口徑的MP45，該槍裝有幾個不同的內部零件，舊式風格的十字型設計快慢機則被“H&K”型快慢機所取代。

### B&T MP9N

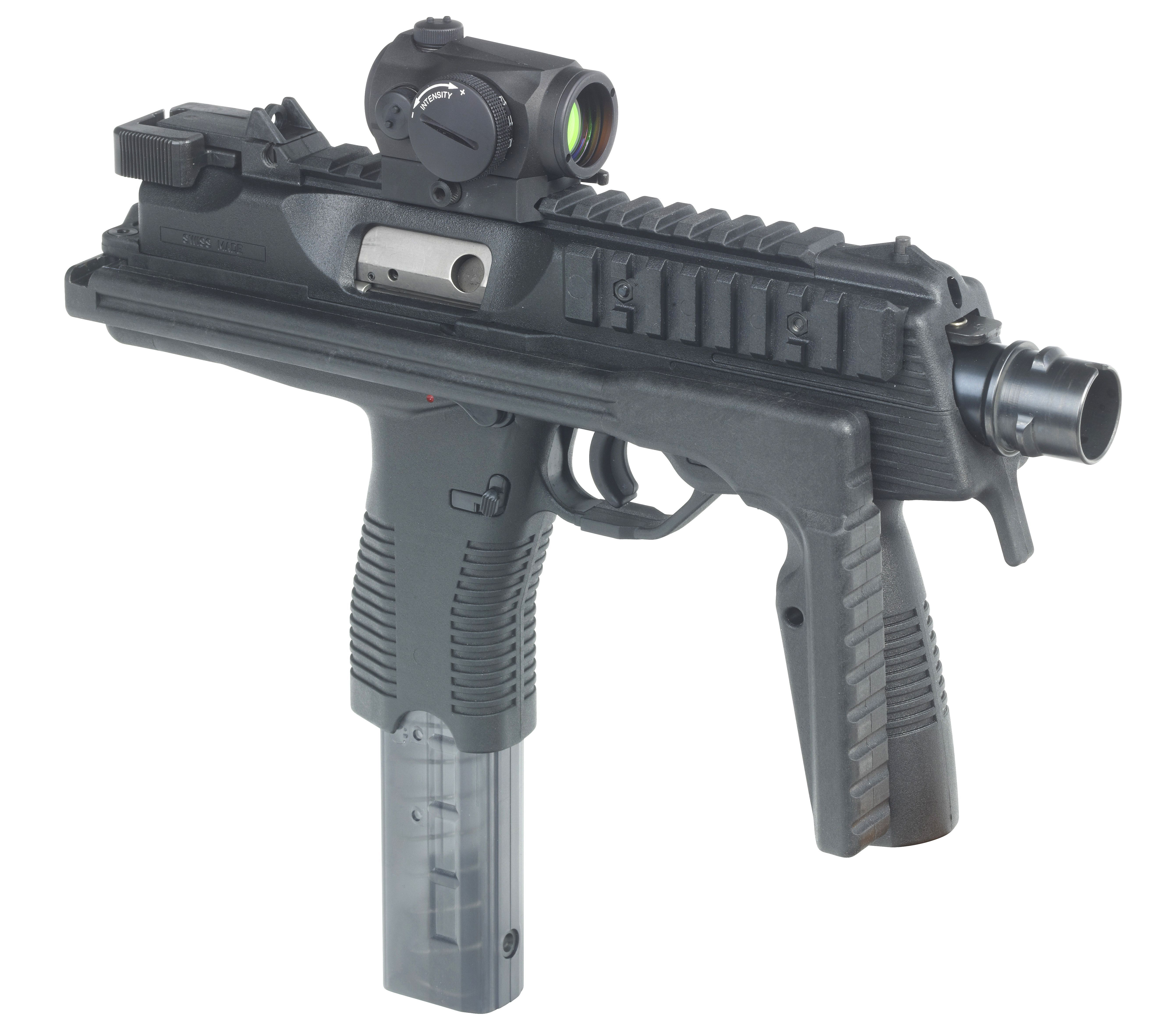
B&T MP9N（摺疊式槍托及固定前握把型）

在2011年，B&T推出了MP9N（N代表北約），該槍裝有幾個不同的內部零件。MP9N在MP9的基礎上改良了快慢機，原型MP9衝鋒槍採用橫栓式快慢機，其射擊狀態用肉眼難以判斷，容易造成誤操作。MP9N衝鋒槍則改為採用與HK MP5系列相似的旋轉桿式快慢機，設置在機匣左右兩側，用戶能夠很容易地判別射擊模式。目前，MP9N衝鋒槍有固定式槍托和側摺疊式槍托兩種型號，每種型號還分別有固定式前握把和一段MIL-STD-1913戰術導軌兩種款式，共有4種款式。

### B&T TP9N
在2011年，B&T推出了TP9N（N代表北約），同樣裝有幾個不同的內部零件。與MP9N相似的是，TP9N在TP9的基礎上改良了手動保險。TP9N改為採用與HK MP5系列相似、設置在機匣左右兩側的旋轉桿式手動保險。目前，TP9N有側摺疊式槍托與固定式前握把的卡宾枪系列和無槍托與前握把兩種型號的手枪系列。

## 使用者

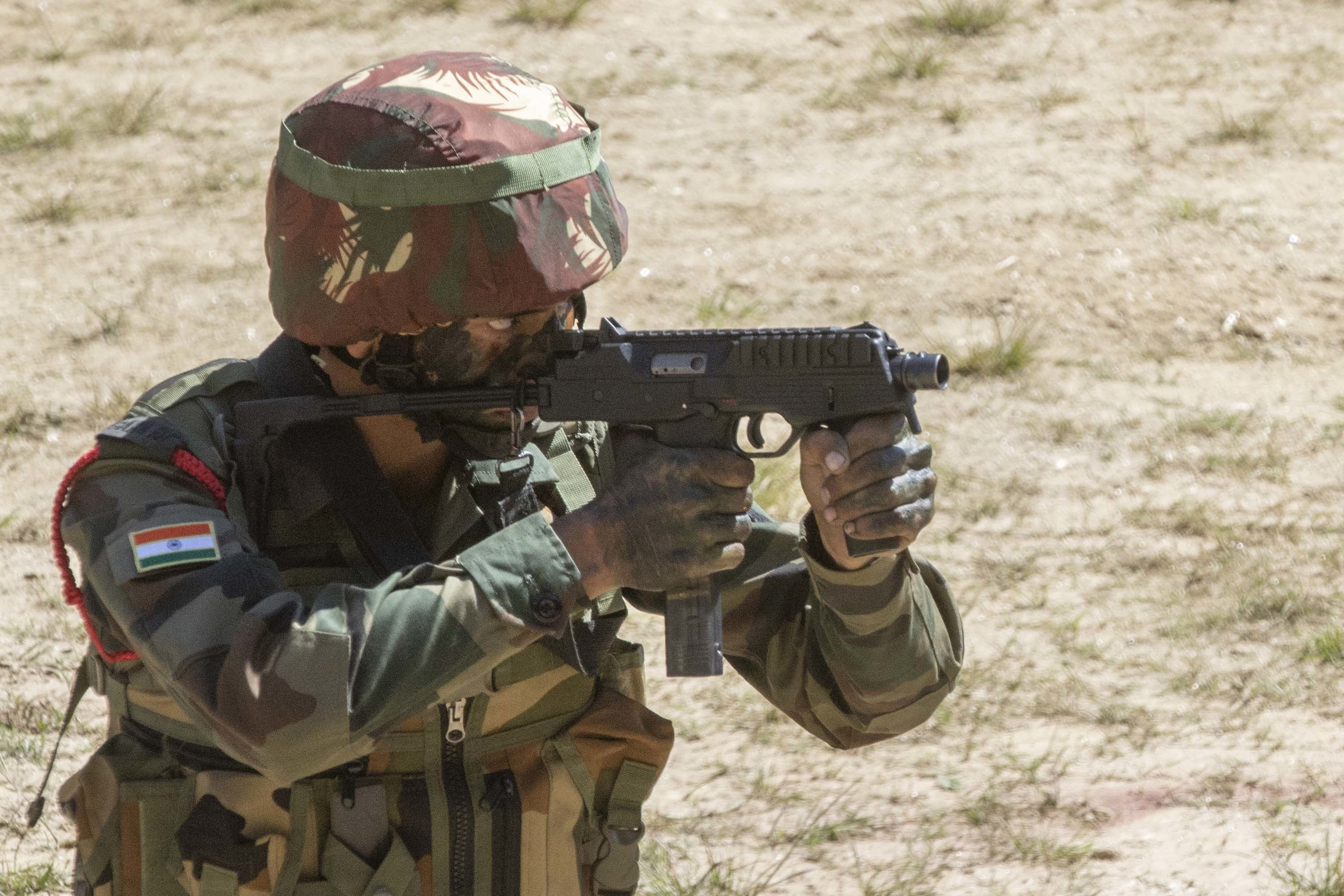
印度軍士兵使用MP9

| 國家/地區    | 組織名稱                                   | 型號                             | 數量          | 日期 |
| ------------ | ------------------------------------------ | -------------------------------- | ------------- | ---- |
| 比利时       | 比利時聯邦警察特別單位                     | MP9                              | _             | _    |
| 保加利亚     | 憲兵特種部隊                               | MP9                              | _             | _    |
| 法國         | 法國國家警察干預組                         | MP9                              | _             | _    |
| 法國         | 共和國總統安全保護組                       | MP9                              | _             | _    |
| 希腊         | 希臘武裝部隊                               | MP9-FX                           | _             | _    |
| 印度         | 孟買警察                                   | MP9                              | _             | _    |
| 印度         | 印度武裝部隊吉哈塔克排                     | MP9                              | 1,568（交付） | _    |
| 印度尼西亞   | 印尼陸軍特種作戰司令部                     | MP9                              | _             | _    |
| 印度尼西亞   | 印尼空軍布拉沃90分遣隊                     | MP9                              | _             | _    |
| 以色列       | 以色列國防軍                               | MP9-FX                           | _             | _    |
| 牙买加       | 牙買加警察部隊                             | MP9                              | _             | _    |
|              | 執法機構特種部隊                           | MP9                              | _             | _    |
| 黎巴嫩       | 特警單位                                   | MP9                              | _             | _    |
| 澳門         | 治安警察局特別行動組、司法警察局特別應變隊 | MP9                              | _             | _    |
| 马来西亚     | 皇家空军特種空勤團、柔佛御林軍             | MP9                              | _             | _    |
| 墨西哥       | 特警單位                                   | TP9                              | _             | _    |
| 摩洛哥       | 海軍陸戰隊                                 | MP9-FX                           | _             | _    |
| 荷蘭         | 荷蘭空軍                                   | MP9                              | _             | _    |
| 菲律賓       | 特警單位                                   | MP9                              | _             | _    |
| 波蘭         | 憲兵特種部隊                               | MP9                              | _             | _    |
| 葡萄牙       | 葡萄牙陸軍、各個警察部隊，用作佩槍         | MP9、TP9SF                       | _             | _    |
|              | 大韓民國陸軍第707特殊任務團                | MP9                              | _             | _    |
| 俄羅斯       | 俄羅斯聯邦安全局                           | MP9                              | _             | _    |
| 沙烏地阿拉伯 | 沙特皇家武裝部隊特種部隊                   | MP9                              | _             | _    |
| 新加坡       | 新加坡武裝部隊特別行動隊                   | MP9                              | _             | _    |
| 西班牙       | 人民衛隊                                   | MP9                              | _             | _    |
| 瑞士         | 瑞士武裝部隊、瑞士警察                     | MP9、MP9-N（Machinenpistole 14） | _             | _    |
| 泰國         | 特別調查局                                 | MP9                              | _             | _    |
| 乌克兰       | 烏克蘭內務部特種部隊、烏克蘭安全局         | MP9                              | _             | _    |
| 英国         | 蘇格蘭警察                                 | MP9                              | _             | _    |
| 美国         | 美国海军陆战队，作訓練用途                 | MP9-FX                           | _             | _    |
| 美国         | 印第安納州萊克縣警長局                     | MP9                              | _             | _    |
| 梵蒂冈       | 瑞士近衛隊                                 | MP9                              | _             | _    |

## 流行文化
B&T MP9和TP9亦登場於多部电影、电視和电脑游戏裡，例如：

### 電影
- 2008年—：型號為B&T MP9，由罪犯所使用，會單手握持。
- 2009年—：型號為B&T MP9，由唐·金的手下所持有，後來被主角契夫·查理奥斯（傑森·史塔森飾演）搶奪並以該槍在車廂內零距離射殺唐·金。
- 2009年—：型號為TP9，改裝至可全自動射擊，由IBBC銀行所派遣的殺手所使用，其中一枝被路易斯·塞林格（克萊夫·歐文飾演）所繳獲。
- 2010年—：型號為B&T MP9，由馬文（Marvin Boggs，飾演）所使用，會單手握持。
- 2010年—：型號為B&T MP9，由艾莉絲（Alice，飾演）的複製人所使用，會單手握持或雙持。
- 2010年—：型號為B&T MP9，由武術家「陰陽」（Yin Yang，李連杰飾演）所使用，會單手握持。
- 2011年—《青蜂俠》：型號為B&T MP9，由暴徒所使用，會單手握持。
- 2011年—：型號為B&T MP9，由暴徒所使用，會單手握持。
- 2012年—：型號為B&T MP9，由老喬（Old Joe，飾演）所使用，會單手握持。
- 2013年—：型號為B&T MP9，裝上抑制器並且由虛構美国总统詹姆斯·索耶（James Sawye，占美·霍士飾演）從倒下的傭兵上取下以後使用。
- 2013年—《家園防線》：由賽勒斯·漢克斯（Cyrus Hanks，弗蘭克·格里洛飾演）所使用。
- 2015年—：型號為B&T MP9，由黑手黨黨羽和保鑣所使用。
- 2017年—《拆彈專家》：由泰國金三角毒梟用以佔領香港紅磡海底隧道。

### 電視劇
- 2003年—：2009年9月30日第6季第23集（播出順序為第136集）“傳奇（下）”（英語：Legend（Part 2）），型號為B&T MP9，由俄羅斯人伏擊G.卡連（G. Callen，飾演）時所使用。
- 《生死狙擊》

### 電子遊戲
- 2004年—《特種部隊Online》：目前推出的樂透武器版本：
  - 黃金雙槍MP9
  - 魔鏡獵手 Dual MP9（雙持）
- 2005年—：裝上垂直前握把、特殊槍口裝置和AN/PEQ-15雷射瞄準器，由傑克·克勞瑟（Jack Krauser）所使用。
- 2006年—：归类为冲锋枪，在关卡“乌鸦的谋杀”中被穿着黄色鸟套装的刺客团队保镖使用。
- 2009年—及重製版：型號為B&T MP9，命名為「TMP」，被歸類為衝鋒手槍，以32發彈匣供彈（聯機模式時為15發，並可使用改裝：延長彈匣增至25發），最高攜彈量為320發（戰役模式）和90發（聯機模式），槍托長期處於摺疊位置，奇怪地没有無彈後定（從重製版中可見），故裝備該槍時玩家角色在空倉重新裝填後會直接拉動拉機柄上膛。戰役模式之中由阿富汗叛軍、暗影連、俄羅斯極端民族主義黨武裝力量、聯邦安全局特種部隊和扎卡耶夫國際機場警衞所使用；聯機模式時於等級58解鎖，並可以使用紅點鏡、消音器、全金屬披甲彈（英语：Full metal jacket bullet）、雙持、全像、延長彈匣。
- 2011年—：型號為B&T MP9，命名為「MP-9」，被歸類為衝鋒手槍，以32發彈匣供彈（聯機模式時可使用改裝：延長彈匣增至48發），最高攜彈量為256發（聯機模式），槍托長期處於摺疊位置。裝備該槍時玩家角色在空倉重新裝填後會直接拉動拉機柄上膛。聯機模式時於等級16解鎖，並可以使用消音器、雙持、紅點鏡、全像、延長彈匣；生存模式時於等級17解鎖，價格為$1,500。
- 2011年—：型號為B&T TP9，命名為「坦帕衝鋒槍」，配備了折疊式槍托，可裝上COGA光學瞄準鏡、YeoTek紅點鏡、各式制退器、抑制器、前握把、刺刀、大容量（英语：High-capacity magazine）彈匣、彈鼓和彈匣並聯。
- 2012年—《战争前线》：型号为B&T MP9，命名为“B&T MP9”，为工程师专用武器，Point时限购买，可以改装枪口配件（通用消音器、冲锋枪消音器、冲锋枪制退器）以及瞄准镜（EOTECH 553全息瞄准镜、绿点全息瞄准镜、红点瞄准镜、冲锋枪普通瞄准镜、冲锋枪高级瞄准镜、冲锋枪专家瞄准镜），无法改装战术导轨，视为自带前握把。裝備該槍時玩家角色在重新裝填後會直接拉動拉機柄上膛。
- 2012年—：型號為B&T MP9。命名為「MP9」，槍托長期處於伸展位置。為反恐部隊的可用武器。裝備該槍時玩家角色在重新裝填後會直接拉動拉機柄上膛。
- 2012年—：命名為「ZUG TMP」。
- 2012年—：追加下载内容“北極打擊”（Arctic Strike）武器之一。命名為「MP9」，以30發彈匣供彈，可以使用激光瞄準器或OTR掃描儀改裝。
- 2013年—《絕對武力Online 2》：型號為B&T MP9，錯誤地命名為“TMP”。為反恐小組專用武器。裝備該槍時玩家角色在重新裝填後會直接拉動拉機柄上膛。
- 2013年—：型號為TP9-US，命名為「CMP」，以30發彈匣供彈，携彈量為120發。
- 2014年—：型號為TP9，命名為“MP9”。
- 2015年－：资料片「背叛」（Betrayal）新增武器之一。型號為MP9，命名為“MP9”，歸類為衝鋒手槍，發射9×19公釐帕拉貝倫彈，載彈量20+1發，槍托預設處於摺疊位置（使用“槍托”改裝才會伸展出來），武器商店中價格為$10,800，能夠由執法機關專業人士（Professional）所使用（罪犯解鎖條件為：以任何陣營進行遊戲使用該槍擊殺1250名敵人後購買武器執照）。可加裝各種進階照準器（迷你、德爾塔）、附加配件（電筒、戰術燈、槍托、激光瞄準器、延長彈匣）及槍口零件（制退器、補償器、重槍管、抑制器、消焰器）。裝備該槍時玩家角色在空倉重新裝填後會使用槍栓釋放鈕上膛。
- 2021年—《嚴陣以待》：型號為MP9-N，命名為「MP9」。
- 2021年—《戰地風雲2042》：型號為MP9-N，配備TP9的皮卡汀尼導軌下機匣，命名為“MP9”。
- 2023年—《決勝時刻：現代戰爭III》：第三季實裝，型號為MP9-N，命名為“FJX Horus”。

## 資料來源
1. 1 2  . Brugger-thomet.ch.   [2010-08-31]. （原始内容存档于2012-07-28）.
2. 1 2  Competence of Brugger & Thomet. Archive.today的存檔，存档日期2012-06-29 Retrieved on October 09, 2010.
3. 1 2 3 4 5 6 7 8 9 10 11 12 13 14 15 16 17 18 19 20   （页面存档备份，存于） Retrieved on October 07, 2010.
4. ↑  Brügger & Thomet AG Archive.today的存檔，存档日期2012-08-02, retrieved on February 01, 2011.
5. ↑  . The Firearm Blog. 2010-07-08  [2012-02-18]. （原始内容存档于2015-04-08）.
6. ↑  . The Firearm Blog. 2011-10-28  [2012-02-18]. （原始内容存档于2012-01-14）.
7. 1 2   Archive.today的存檔，存档日期2013-01-15 Brügger & Thomet AG, retrieved on February 01, 2011.
8. 1 2 3 4 5  .   [2007-07-05]. （原始内容存档于2006-07-20）.
9. ↑  .   [2007-07-05]. （原始内容存档于2007-06-08）.
10. ↑  Brugger & Thomet MP9 Submachine Gun | Military-Today.com （页面存档备份，存于） MP9 at Military Today. Retrieved on March 02, 2011.
11. ↑  .   [2009-10-26].[永久]
12. ↑  .   [2009-08-19]. （原始内容存档于2009-07-24）.
13. ↑  Brugger & Thomet’s MP9 in 6.5×25 CBJ （页面存档备份，存于） Retrieved on 2012-04-15.
14. 1 2  .   [2011-10-29]. （原始内容存档于2011-10-31）.
15. ↑  .   [2015-09-19]. （原始内容存档于2016-03-04）.
16. 1 2   (PDF).   [2014-12-06]. （原始内容存档 (PDF)于2014-12-08）.
17. ↑  Swami, Praveen. . The Hindu. April 8, 2009: 1 ("front page")  [April 5, 2010]. （原始内容存档于2012-11-08）.
18. ↑  . defencenow.com.   [2012-04-30]. （原始内容存档于2012-05-03）.
19. ↑  .   [2015-04-25]. （原始内容存档于2015-04-27）.
20. ↑  .   [2010-06-11]. （原始内容存档于2012-07-28）.
21. ↑  .   [2015-05-01]. （原始内容存档于2016-03-04）.
22. ↑  .   [2015-05-01]. （[ttp://misleddit.com/p/2dje65/ 原始内容]存档于2016-03-13）.
23. ↑  .   [2015-05-12]. （原始内容存档于2015-07-10）.
24. 1 2  .   [2016-02-22]. （原始内容存档于2017-03-06）.
25. ↑  .   [2018-02-02]. （原始内容存档于2016-06-01）.
26. ↑  .   [2015-04-14]. （原始内容存档于2014-12-21）.
27. ↑  .   [2010-12-02]. （原始内容存档于2011-06-28）.
28. ↑  .   [2019-04-15]. （原始内容存档于2019-04-15）.

## 外部連結
- （英文）—Brügger & Thomet官方網站
- （英文）—Modern Firearms—Brugger+Thomet MP 9 submachine gun（页面存档备份，存于）
- （英文）—Google影片[永久]
- （英文）—Defense Review.com—Brugger & Thomet Introduces New Subgun/PDW: Meet the B&T MP9（页面存档备份，存于）
- （英文）—Security Arms—Brugger & Thomet MP-9（页面存档备份，存于）
- （英文）—Weapon.ge—Brügger & Thomet MP9（页面存档备份，存于）
- （英文）—American Rifleman—DS Arms B&T TP9 Pistol
- （英文）—The Firearm Blog.com—
  - Brugger & Thomet TP9 Pistol（页面存档备份，存于）
  - DS Arms B&T TP9 Pistol（页面存档备份，存于）
  - Green Alps, blue lakes, fine guns. A brief report from B+T AG facility in Thun, Switzerland（页面存档备份，存于）
  - Brügger & Thomet USA Firearms Now Available（页面存档备份，存于）
  - Netherlands arming F-16 pilots with Brugger + Thomet MP9（页面存档备份，存于）
  - Switzerland Adopts B&T MP9-N As Machinenpistole 14（页面存档备份，存于）
  - POTD: French Secret Service Protect President with B&T MP9 machine pistols（页面存档备份，存于）
- （英文）—Handguns Magazine.com—Brugger & Thomet TP-9（页面存档备份，存于）
- （英文）—Tactical-Life.com—
  - Machine Pistol 9（页面存档备份，存于）
  - DS Arms B&T TP-9 9mm（页面存档备份，存于）
  - DS Arms B&T TP9SF 9mm（页面存档备份，存于）
- （英文）—weaponsystems.net—B+T MP9（页面存档备份，存于）
- （英文）—Military, Security and Civilian Guns and Equipment—Brugger & Thomet MP9（页面存档备份，存于）
- （简体中文）—D Boy Gun World（槍炮世界）—B&T MP9冲锋枪（页面存档备份，存于）
  - B&T TP9（页面存档备份，存于）
- （简体中文）—輕兵器—瑞士布鲁加-托梅MP9微声冲锋枪（一）